# Apseudes diversus
Apseudes diversus är en kräftdjursart som beskrevs av Lang 1968. Apseudes diversus ingår i släktet Apseudes och familjen Apseudidae. Inga underarter finns listade i Catalogue of Life.